# Czakwi
Czakwi – osiedle typu miejskiego w Gruzji, w republice Adżarii. W 2014 roku liczyło 6720 mieszkańców.